# James David Smillie
Ne pas confondre avec son père James Smillie.
James David Smillie, né le 16 janvier 1833 à New York et mort le 14 septembre 1909 dans la même ville, est un peintre, graveur et collectionneur d'œuvres d'art américain.

## Biographie
James David Smillie naît le 16 janvier 1833 à New York,. Il est le fils de James Smillie, est le frère de George Henry.
Il est formé par son père comme graveur sur acier.
En 1864, il délaisse la gravure au burin et à l'eau forte pour s'adonner à la peinture de paysages, en particulier aux vues de montagnes. Il arrive en Europe en 1862. Associé à la National Academy de New York en 1865, il est académicien en 1876. Il est un des fondateurs de l'American Society of Painting in Water-Colours, son secrétaire trésorier et de 1873 à 1878 son président. En 1877, il est l'un des fondateurs du New York Etching Club.
James David Smillie meurt le 14 septembre 1909 dans sa ville natale